# Parque Pedro del Río Zañartu

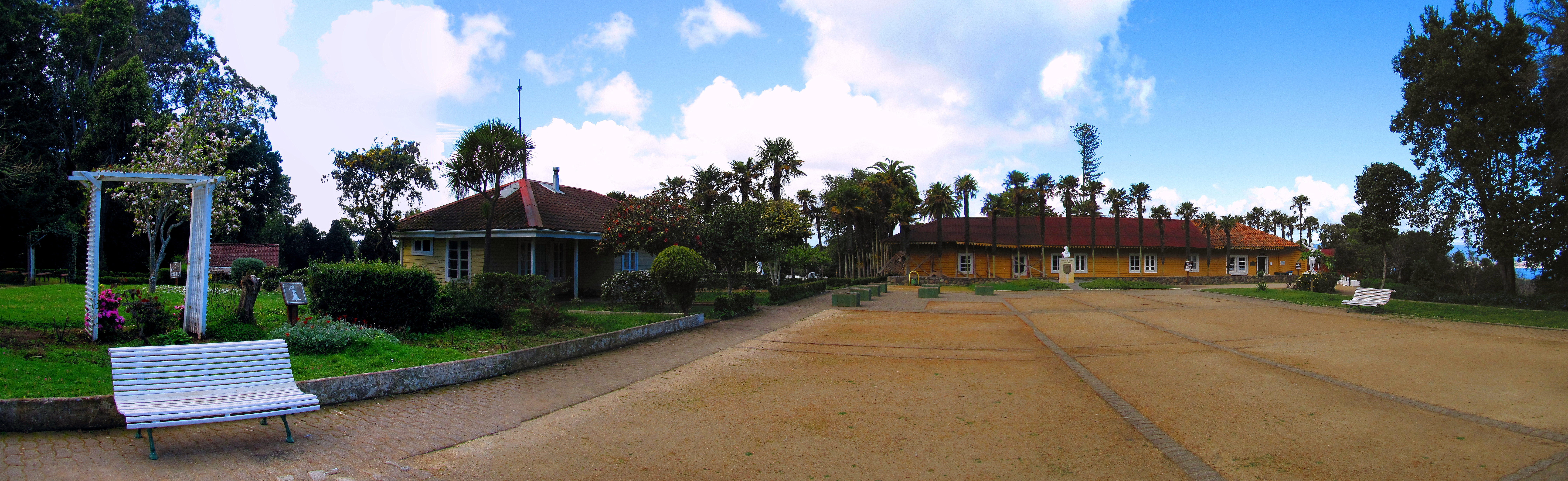
Parque museo, Pedro del Río Zañartu, por Rubén Vergara.

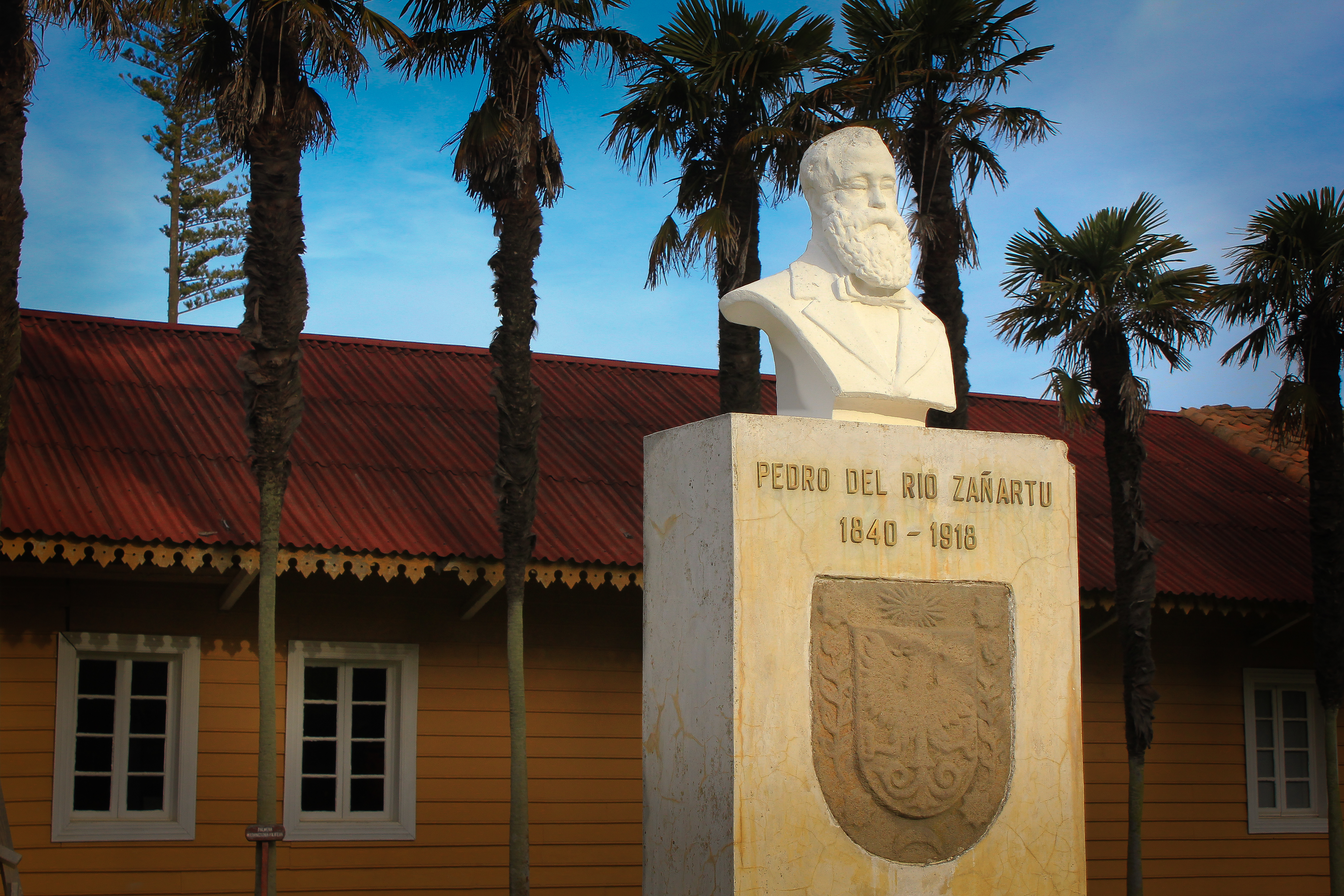
Busto de Pedro del Río Zañartu afuera de las casas patronales del Fundo Hualpén, Monumento Histórico de Chile ubicado dentro del parque.

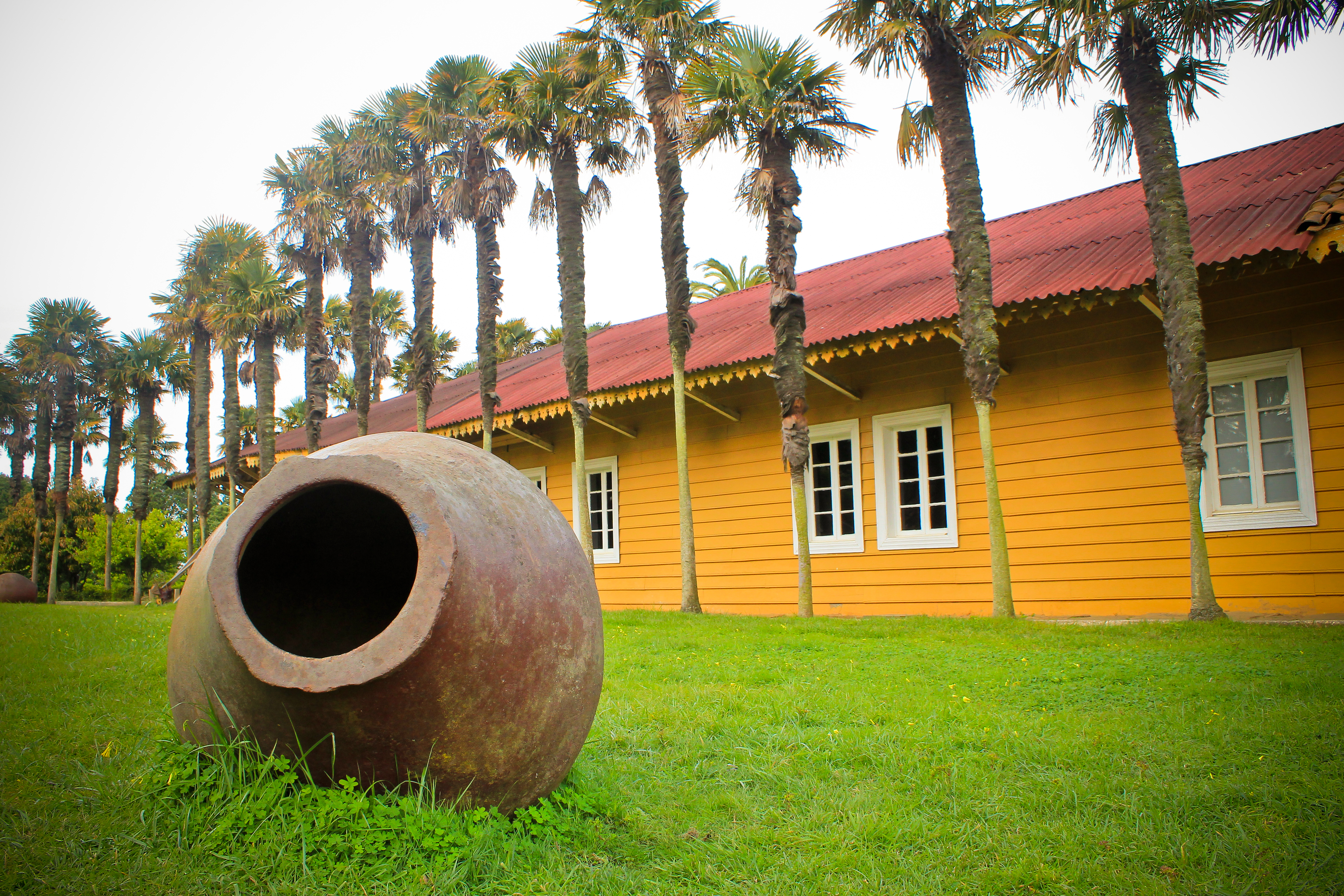
Museo Pedro del Río Zañartu.

El Parque Pedro del Río Zañartu, está ubicado en la comuna de Hualpén, Chile. Es un lugar recreativo-histórico del sector, en cuyos terrenos se emplaza el Museo Pedro del Río Zañartu, obra construida durante el período de Chile colonial, y que perteneció a la familia de Pedro del Río Zañartu. Desde 1976 es considerado Monumento Nacional de Chile.

## Historia

### Propiedad privada
Durante el período de Chile colonial, el territorio donde actualmente se emplaza el parque pertenecía a la orden Jesuita. Cuando ésta orden fue expulsada del país, se le entregaron los terrenos al tatarabuelo de Pedro del Río Zañartu.
En 1870 se construyó en el lugar una casa patronal, siguiendo los cánones arquitectónicos locales de la «casa chilena de la zona central»: una forma cuadrada, rodeada por corredores y provista de un patio central. Más tarde, la casa vivió varias trasformaciones, que priorizaron su ala sur y oriente, creándose amplias galerías con ventanales hacia la desembocadura del río Biobío y el mar.
En sus múltiples viajes por el mundo, Pedro del Río coleccionó múltiples objetos que iban desde piezas artesanales hasta una auténtica momia egipcia.

### Apertura del Parque
Poco antes de su muerte en 1918, Pedro del Río donó sus tierras, su casa y sus pertenencias a la Provincia de Concepción, la cual convirtió las tierras en un parque y la casa de Pedro del Río en un museo. Además, los objetos que había obtenido Pedro del Río se ocuparon en el museo para exponerlos. 
Fue declarado parque nacional en virtud del art. 13 de la ley número 15909 (1964) y Monumento Nacional el 18 de junio de 1976.
Actualmente, el Parque Pedro del Río se administra por una "Comisión Administrativa", presidida por el gobernador Regional del Bío Bío y compuesta por los alcaldes de Concepción y de Hualpén.

### Museo Pedro del Río Zañartu
El Museo Pedro del Río Zañartu, emplazado en la casa patronal construida en 1870, fue abierto al público el 19 de diciembre de 1938. Su primer administrador fue el profesor penquista Carlos Oliver Schneider. Cuenta con alrededor de seis mil objetos procedentes de África, América, Asia y Europa.
Dentro de sus colecciones destacadas encontramos la generada por Violeta Parra, compuesta por instrumentos musicales, fotografías y partituras que la artista chilena recopiló para la conformación de un museo del folclore que desarrolló en el periodo que vivió en el Biobío y trabajó para la Universidad de Concepción entre 1957 y 1958.

## Ubicación
El parque está ubicado en la comuna de Hualpén, a unos 12 kilómetros de la ciudad de Concepción. Se accede a través de la Avenida Costanera, siguiendo por el sector industrial en dirección a la playa de Ramuntcho y la desembocadura del río Biobío.